# China-EU School of Law
China-EU School of Law (CESL) är i Peking ett gemensamt projekt vid det lokala universitetet, det s.k. China University of Political Science and Law (CUPL), mellan den kinesiska regeringen och  Europeiska unionen och bärs av ett konsortium av 13 europeiska och tre kinesiska universitet och utbildningsinstitutioner. När det gäller Sverige deltar universitet i Lund i detta projekt. China-EU School of Law har till uppgift att understödja den kinesiska regeringen när det gäller att bygga upp ett samhälle som baserar på grundvalen inom en rättsstat.
Alla internationella studerande har möjligheten att inom rättshögskolan ta en engelskspråkig Master of European and International Law (MEIL) och ansöka om en engelskspråkig termin i utlandet inom kinesiskt rättsväsende (CLTE). Kinesiska studenter kan få en dubbel master genom att kombinera masterprogrammet i europeisk och internationell rätt med ett masterprogramm i kinesisk rätt. Dessutom finns det ett fortbildningsprogram för kinesiska domare, allmänna åklagare och advokater samt ett kinesiskt-europeiskt forskningsprogram.